# 1316 Kasan
För andra betydelser, se Kazan (olika betydelser).
1316 Kasan eller 1933 WC är en asteroid i huvudbältet, som korsar planeten Mars omloppsbana. 1316 Kasan upptäcktes den 17 november 1933 av den ryske astronomen Grigorij N. Neujmin vid Simeiz-observatoriet på Krim. Den är uppkallad efter den ryska staden Kazan.